# مقاطعة هاردينغ (داكوتا الجنوبية)
هاردينغ (بالإنجليزية: Harding)‏ هي إحدى مقاطعات ولاية داكوتا الجنوبية في الولايات المتحدة الأمريكية.